# Ceyla Pazarbasioglu
Ceyla Pazarbasioglu (en turco: Ceyla Pazarbaşıoğlu) es una economista turca. Desde enero de 2010 fue subdirectora del departamento de Mercados Monetarios y de Capital del Fondo Monetario Internacional (FMI) y estaba a cargo de la supervisión financiera. En 2012 pasó a ser subdirectora del mismo departamento. De octubre de 2018 a septiembre de 2020 ha sido  Vicepresidenta de Crecimiento Equitativo, Finanzas e Instituciones (EFI) del Grupo Banco Mundial. En 2022 es Directora del Departamento de Estrategia, Políticas y Evaluación del Fondo Monetario Internacional de FMI.

## Biografía
Pazarbasioglu tiene una licenciatura en economía de la Universidad del Bósforo en Estambul y un doctorado en economía de la Universidad de Georgetown.
Entre 1992 y 1998, Pazarbasioglu fue economista del Fondo Monetario Internacional (FMI), brindando asistencia técnica a la República Checa, Polonia, Turquía, Ghana, Corea, Tailandia, Rusia y algunos de los estados que componen la CEI. Después de dejar el FMI, fue economista jefe de ABN AMRO UK hasta 2001.
Desde julio de 2001 hasta junio de 2003, Pazarbasioglu fue vicepresidenta de la Agencia de Supervisión y Regulación Bancaria de Turquía.

### 2008-2009 Misión del FMI en Ucrania
Desde octubre de 2008 hasta diciembre de 2009 Pazarbasioglu fue la jefa de la misión del Fondo Monetario Internacional en Ucrania. En diciembre de 2009 fue reemplazada por Athanasios Arvanitis. El FMI hizo constar que la reorganización no estaba vinculada a los acontecimientos que habían tenido lugar en Ucrania.
Como resultado de la crisis financiera ucraniana de 2008-2009, el FMI aprobó un préstamo de 16.400 millones de dólares a Ucrania para impulsar su economía en noviembre de 2008. Como Jefa de la misión del FMI en Ucrania, Pazarbasioglu advirtió a Ucrania en octubre de 2009 de que el aumento en el gasto público ponían en riesgo una futura ayuda del FMI. A pesar de estas advertencias, el presidente ucraniano Yushchenko aprobó un aumento del gasto social en noviembre de 2009 que (según los analistas) aumentaría considerablemente el déficit público, y la primera ministra Yulia Tymoshenko se opuso a esta ley. Los analistas vieron el movimiento de Yushchenko como parte de la campaña electoral presidencial de Ucrania de 2010 y como parte de la ya conocida lucha política entre él y Tymoshenko. El aumento del gasto social había sido uno de los principales instrumentos para conseguir votos en las elecciones ucranianas anteriores. La ley fue presentada por el Bloque de Lytvyn y apoyada por el Partido de las Regiones del también candidato presidencial Viktor Yanukovych.
Desde octubre de 2018 hasta septiembre de 2020, ha sido Vicepresidenta de Crecimiento Equitativo, Finanzas e Instituciones (EFI) del Grupo Banco Mundial. Su trabajo consistía en prestar apoyo a países con ingresos medios o bajos para crear las bases de un crecimiento inclusivo y sostenible.